# 里夏德·库恩
里夏德·库恩（德語：Richard Kuhn，1900年12月3日—1967年8月1日）生於奧地利維也納，奥地利裔德国化学家，1939年獲得1938年度的諾貝爾化學獎；1942年獲得歌德獎。1967年逝於德國海德堡。

## 生平

### 早年
库恩生于奥地利维也纳，在那里他上过语法学校和高中。他对化学的兴趣很早就浮出水面。但是他兴趣浓厚，决定推迟学习化学。在1910年至1918年之间，他是沃尔夫冈·泡利的同学，后者获得了1945年诺贝尔物理学奖 。从1918年开始，库恩参加了在维也纳大学化学系的讲座。他在慕尼黑大学完成了化学研究，并于1922年在理查德·威尔斯塔特（RichardWillstätter）获得了博士学位，从事关于酶的科学工作。

### 研究
库恩的研究领域包括：有机化学的理论问题（脂族和芳香性的立体化学；多烯和枯烯的合成；组成和颜色；烃的酸性）的研究；以及生物化学的广泛领域（类胡萝卜素，黄素，维生素和酶）。 具体来说，他在维生素B2和抗皮肤炎维生素B 6方面开展了重要工作。
1929年，他成为新成立的皇帝威廉医学研究所 （自1950年以来，更名为海德堡的马克斯·普朗克医学研究所 ） 化学研究所所长 。 到1937年，他还接管了该研究所的管理工作。
他还担任过海德堡大学生物化学教授，并在宾夕法尼亚大学担任过一年的生理化学客座研究教授。
随后，他因其“类胡萝卜素和维生素的研究”而于1938年获得诺贝尔化学奖，但由于希特勒禁止德国公民接受而被拒绝。 